# Al-Imrán
Āl ʿImrān (en árabe: آل عمران‎) es el tercer capítulo (sūra) del Corán, con doscientos versos (āyāt). Imrán (Joaquín) es considerado el padre de María. Este capítulo lleva el nombre de la familia de Imrán, que incluye a Imrán, Ana (su esposa), María y Jesús.
Con respecto al trasfondo contextual de la revelación (asbāb al-nuzūl), se cree que el capítulo fue la segunda o la tercera de las suras medinesas, ya que hace referencia a las batallas de Badr (en el 624) y Uhud (625). Casi todo el contenido también pertenece al tercer año de la Hégira, aunque una parte de sus versos pudieron haber sido revelados durante la visita de los cristianos de Naŷrān al mubahala, que ocurrió alrededor del año 10 de la Hégira.

## Resumen
- 1-2 Dios es uno y autoexistente
- 3-4 El Corán se debe creer
- 5-6 Dios es omnisciente
- 7 Claroscuros del Corán

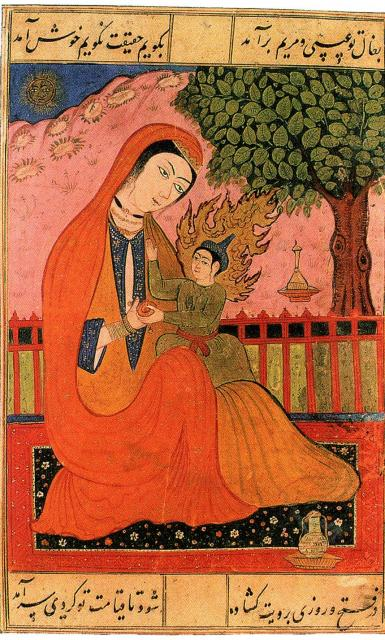
María y Jesús en una miniatura persa.

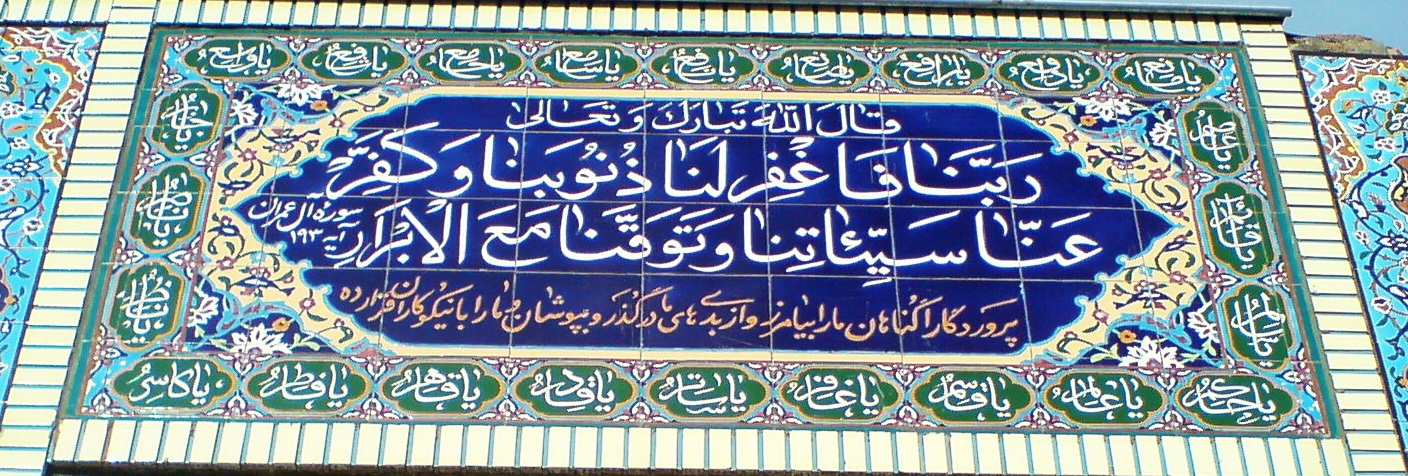
Azulejos en la mezquita de Nishapur, Irán, en los que se puede leer Al-Imran 193.

- 8-9 La oración de los versados en el misterio coránico
- 10-12 El castigo del Faraón, una advertencia a los infieles
- 13 Se menciona la victoria en la batalla de Badr
- 14-18 Los fieles, su carácter y recompensa
- 19-20 Islam es la verdadera religión
- 21-25 El castigo eterno a los infieles
- 26-27 Dios es omnipotente y soberano
- 28-34 Se debe obedecer a Dios
- 35-38 La Concepción de la Virgen María, alimentada por Zacarías 39-41 Juan el Bautista, su nacimiento 42-57 la Anunciación de Cristo, sus milagros y sus apóstoles.
- 58-65 la disputa de Mahoma con los cristianos de Naŷrán
- 66-77 Los judíos hipócritas que rechazaron la nueva religión
- 78-83 Los profetas no deben ser adorados
- 84-91 La maldición de Dios sobre los infieles
- 92 Se debe practicar la limosna
- 93-95 Los judíos prohíben ilegalmente ciertas carnes
- 96-97 Se funda la Kaaba
- 98-105 A los musulmanes se les llama a confrontar cualquier amistad con los judíos etc 106-109 Los infieles contra los fieles 110-112 los musulmanes a salvo de la enemistad de judíos y cristianos 113-115 Ciertos creen elogiar a los judíos por su fe 116-120 musulmanes no deben hacer amigos judíos o cristianos
- 121-122 Se menciona la batalla de Uhud
- 123-129 Se anima a los musulmanes desalentados
- 130-136 Se prohíbe la usura
- 137-138 Se condena a los difamadores de los apóstoles
- 139-144 El islam no depende de Mahoma para tener éxito
- 145-148 Los antiguos profetas son ejemplos de perseverancia
- 149-151 Deben evitarse los infieles
- 152-154 Hubo musulmanes desobedientes en el Uhud 155-157 Los infieles reprendieron a 158-159 los musulmanes asesinados en Uhud para que entraran en el paraíso
- 160-161 Castigo leve para los musulmanes indecisos
- 162-165 El botín de guerra se repartirá honestamente 166-169 Los fieles reprendidos por la derrota en Uhud 170-172 La alegría en el paraíso para los mártires de Uhud
- 173-176 Ciertos musulmanes son elogiados por su fidelidad
- 177-180 El destino de los infieles
- 181 La perdición del avaro
- 182-190 Se denuncia a los judíos que se burlan y acusan a Mahoma de impostor
- 191-195 Meditaciones y oraciones de los piadosos 196-198 Respuesta de Dios a las oraciones de los piadosos
- 199 Se elogia a ciertos judíos y cristianos creyentes
- 200 Se exhorta a la paciencia y a al perseverancia[4]

## La familia de Imrán(3:33)
El capítulo toma su nombre de la familia de Imrán mencionada en el versículo 3:33.
Según la tradición cristiana, Joaquín es el marido de Santa Ana y el padre de María, la madre de Jesús.
Según el erudito y traductor iraquí, Nessim Joseph Dawood, el Corán confunde a María madre de Jesús con María la hermana de Moisés, al referirse a María, la madre del padre de Jesús (Imrán, que es la versión árabe de Amram), que en Éxodo 6:20, se menciona como padre de Moisés. Dawood, en una cita sobre la sura 19:28, donde se hace referencia a María, la madre de Jesús, como la «hermana de Aarón», y Aarón era el hermano de María, hermana de Moisés, declara: «Parece que Miriam, la hermana de Aarón, y Maryam (María), madre de Jesús, según el Corán, eran la misma persona». Aunque los estudios islámicos de principios del siglo XX tendían a señalar discrepancias genealógicas, en los estudios islámicos más recientes del siglo XXI el consenso general es, según Angelika Neuwirth, Nicolai Sinai y Michael Marx, que el Corán no comete un error genealógico sino que hace uso de la tipología. Esto, siguiendo la conclusión de Wensinck, está respaldado por el discurso figurado del Corán y la tradición islámica:

Maryam se llama hermana de Hārūn, y el uso de estos tres nombres 'Imrān, Hārūn y Maryam ha llevado a la suposición de que el Qur'ān no distingue claramente entre los dos Maryams, del Antiguo y del Nuevo Testamento (...) No es necesario asumir que estos vínculos de parentesco deben interpretarse en términos modernos. Las palabras «hermana» e «hija», como sus homólogos masculinos, en el uso árabe, pueden indicar parentesco extendido, descendencia o afinidad espiritual (...) La tradición musulmana es clara en que hay dieciocho siglos entre el 'Amram bíblico y el padre de Maryam.

De manera similar, Stowasser concluye que «confundir a María, la madre de Jesús con María, la hermana de Moisés y Aarón en la Torá, es completamente incorrecto y contradice el hadiz sólido y el texto coránico tal como lo hemos establecido». Este asunto se ha explicado en el siguiente hadiz:

Mughira ibn Shu'ba informó: Cuando llegué a Naŷrán, los monjes cristianos me preguntaron: «Tú recitas el versículo 'Oh hermana de Aarón' (19:28), pero Moisés nació muchos años antes que Jesús». Cuando volví con el Mensajero de Allah, la paz y las bendiciones sean con él, le pregunté al respecto y dijo: «En verdad, nombrarían a las personas con los nombres de profetas y personas justas que habían pasado antes que ellos».
Sahih Muslim, 2.135

Ibn Kathir también comentó sobre esto en su tafsir:

Esto es como decirle a alguien de la tribu Tamimi: Oh hermano de Tamim, oa alguien de la tribu Mudari: Oh hermano de Mudar.
Ibn Kathir, Tafsir Ibn Kathir 19:28